# Radio Hit
Radio Hit – lokalna stacja radiowa we Włocławku, nadająca na częstotliwości 107,6 MHz (wcześniej 93,9 MHz). Program kierowany jest głównie do mieszkańców Włocławka i okolic. Hasło przewodnie rozgłośni: "Muzyka łagodzi obyczaje". Radio HIT stara się rozszerzyć swoją działalność dla potrzeb całego regionu. Wielką sympatią wśród słuchaczy cieszą się konkursy o charakterze literackim, muzycznym i edukacyjnym. Tematyka audycji ukazujących się na antenie dotyczy: filmu, teatru, interwencji. Stacja gra każdy rodzaj muzyki, począwszy od disco polo na rocku skończywszy.
Prezenterzy radia hit i audycje przez nich prowadzone
Izabela Rosińska – historie znane i mniej znane, co? Gdzie? Kiedy?
Rafał Wiliński – poranek z radiem hit (pn-pt), prywatka z radiem hit (sobota od 22.00)
Filip Waćkowski – popołudnie z radiem hit, gość radia hit
Angelika Bartczak – przegląd wydarzeń z regionu, klub dobrej książki.
Gabriela Olkiewicz – audycje nocne
Piotr Gutowski – felieton Piotra Gutowskiego (sobota i niedziela)

## Historia
W listopadzie 1996 roku rozpoczęła działalność prywatna rozgłośnia radiowa Radio HIT, która od listopada 2002 nadaje w paśmie 107,60 MHz (wcześniej na 93,90 MHz i 70,55 MHz). Obejmuje ona swoim zasięgiem Kujawy, część Mazowsza z Płockiem oraz Toruń, Aleksandrów Kujawski, Ciechocinek, Radziejów, Brześć Kujawski, Inowrocław i znaczną część woj. kujawsko-pomorskiego.
Właścicielem rozgłośni od początku jej istnienia jest Wiesław Rafalski.

## Audycje
- "Klub Dobrej Książki"
- "Przegląd ekonomiczny Bankomat"
- "Co? Gdzie? Kiedy?" – audycja na temat rozrywki we Włocławku
- "Ekspert radzi na 107.6FM"
- "Gość Radia HIT"
- "Giełda pracy"
- "Hit Dnia"
- "Rodzinna Lista Przebojów"
- "Kącik samotnych serc"
- "Przegląd portalu internetowego Radia HIT"
- "Nasze sondy, wasze osądy"
- "Nocne granie na 107.6FM" – Nocne pasmo muzyczne
- "Pozdrowienia smsowe"
- "Jarmark rozmaitości"
- "Przegląd wydarzeń z regionu"
- "Magazyn Reporterów Radia HIT"
- "Historie znane i mniej znane"
- "Giełda pracy"

Od 6 do 22 (w weekendy od 8 do 20), co godzinę nadawane są "Wiadomości z kraju i ze świata", zaś od 7 do 19 co dwie godziny emitowane są "Wiadomości Lokalne".